# NGC 7585
NGC 7585 é uma galáxia espiral (S0-a) localizada na direcção da constelação de Aquarius. Possui uma declinação de -04° 39' 01" e uma ascensão recta de 23 horas, 18 minutos e 01,3 segundos.
A galáxia NGC 7585 foi descoberta em 20 de Setembro de 1784 por William Herschel.